# بحر الصين الشرقي

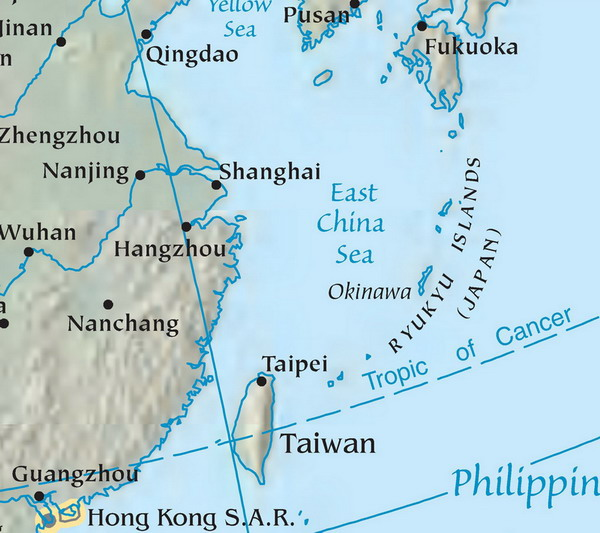
بحر الصين الشرقي

بحر الصين الشرقي (أو بحر صنخي)، هو أحد أذرع غرب المحيط الهادئ، يمتد مباشرة قبالة الساحل الشرقي للصين. تبلغ مساحته الإجمالية حوالي 1،249،000 كيلومتر مربع (482،000 ميل مربع). يعتبر البحر الأصفر هو الامتداد الشمالي للبحر بين البر الرئيسي للصين وشبه الجزيرة الكورية، ويفصله خط وهمي يمتد من الطرف الشرقي لتشيدونغ عند مصب نهر يانغتسي إلى الطرف الجنوبي الغربي من جزيرة جيجو بكوريا الجنوبية.
يشكل الجزء المركزي من سلسلة الجزر الأولى الواقعة قبالة البر الرئيسي القاري لأوراسيا الشرقية الحدود الشرقية والجنوبية الشرقية لبحر الصين الشرقي، بما في ذلك جزيرة كيوشو اليابانية وجزر ريوكيو ، وجزيرة تايوان في الجنوب.
يتصل بحر الصين الشرقي ببحر اليابان في الشمال الشرقي عبر مضيق كوريا وبحر الصين الجنوبي في الجنوب الغربي عبر مضيق تايوان وبحر الفلبين في الجنوب الشرقي عبر فجوات بين جزر ريوكيو المختلفة (مثل مضيق توكارا و مضيق مياكو ).
أهم الموانئ التي تقع عليه هي شنغهاي ناجازاكي.